# Seo (Gwangju)
Seo es un distrito, es decir, al oeste del distrito en Coreano/Hangul, pero situado en el centro de la ciudad de Gwangju, Corea del Sur. Ayuntamiento de la ciudad y un centro de convenciones son lugares de interés turístico de la comarca.

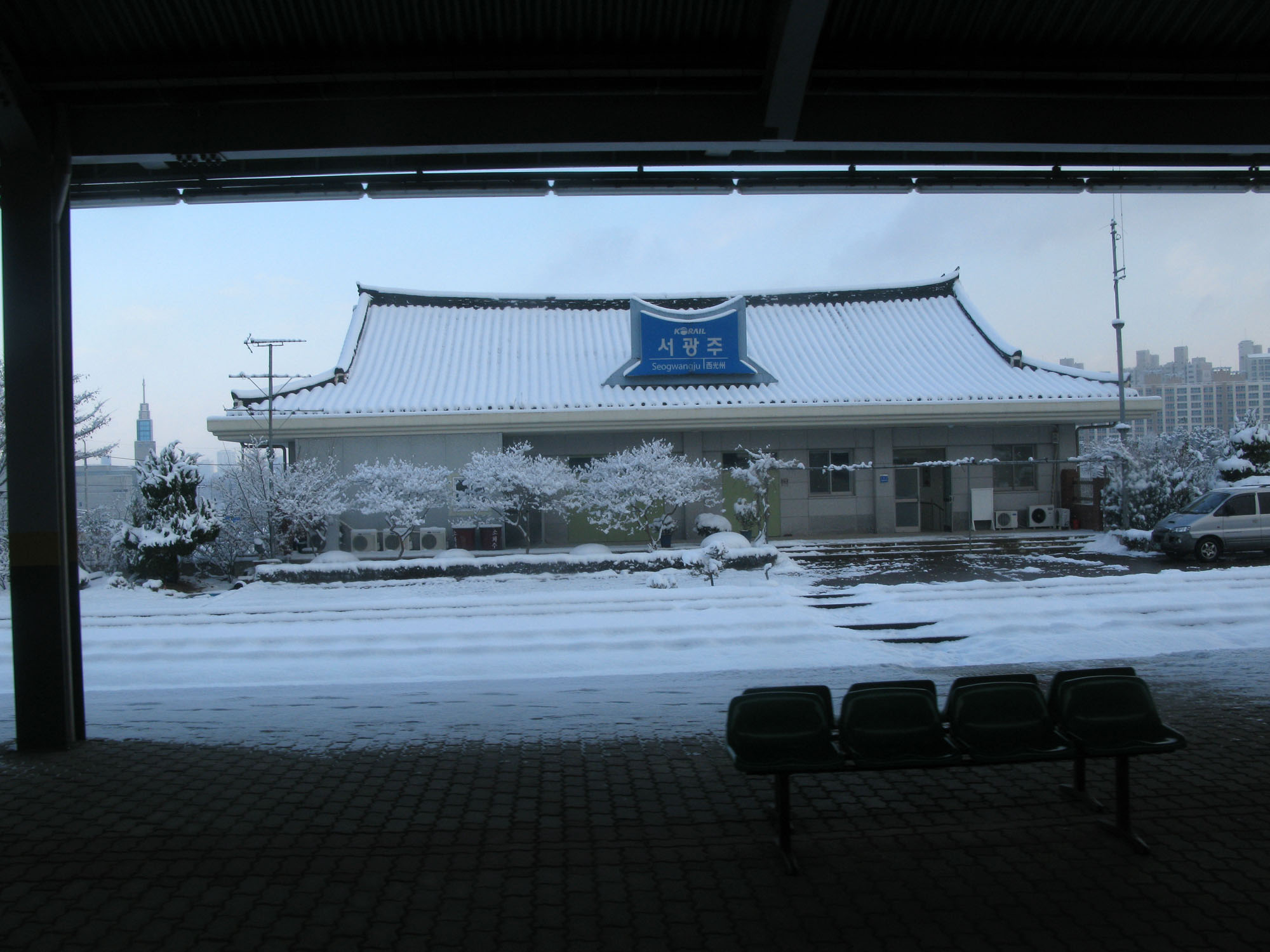
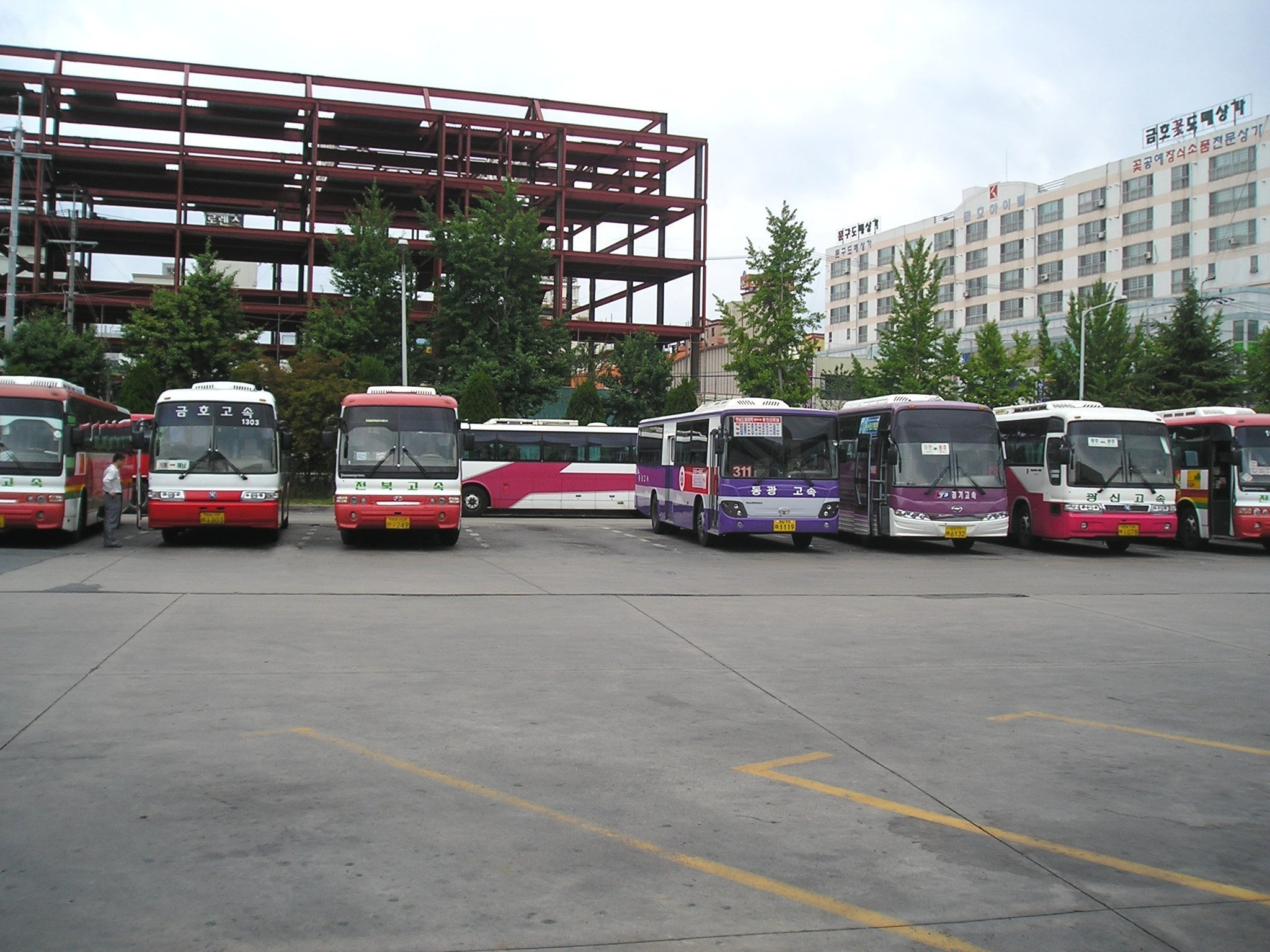
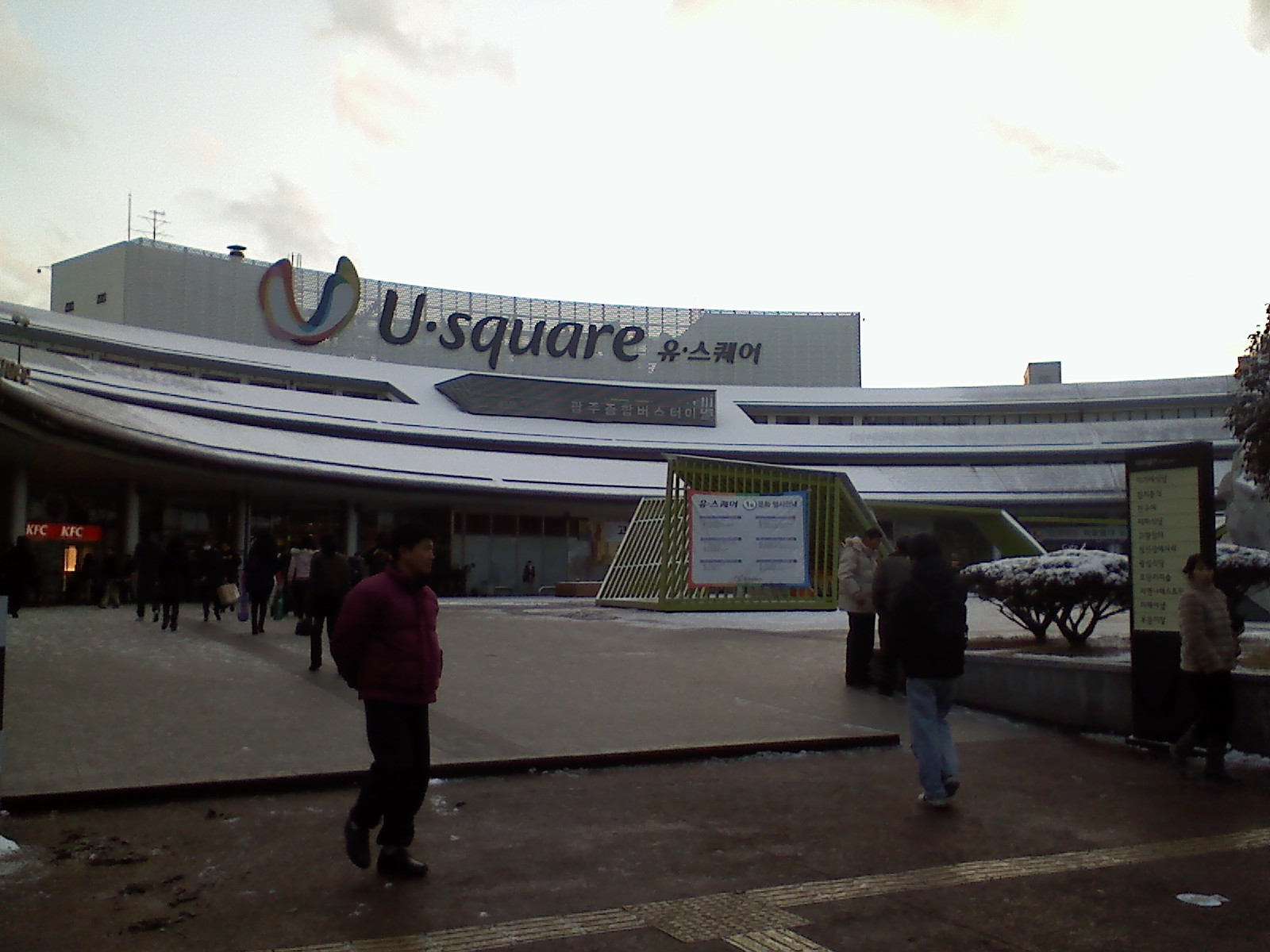